# Apophallation
L'apophallation est une technique utilisée par quelques limaces après les rapports sexuels.
Les limaces (qui sont hermaphrodites) ont des pénis relativement grands qui s'enroulent l'un autour de l'autre en se serrant fortement. Elles peuvent ensuite avoir des difficultés à se séparer. Quand cela arrive, la solution pour la limace est de ronger son propre pénis ou celui de son partenaire – rendant ainsi possible la séparation. Aucun pénis de remplacement ne revient ensuite. La limace adopte alors uniquement la fonction femelle.

## Référence
- (en) Cet article est partiellement ou en totalité issu de l’article de Wikipédia en anglais intitulé « Apophallation » (voir la liste des auteurs).